# MEK6800D2

Draufsicht

Prozessorplatine

Das MEK6800D2 ist ein Mikroprozessor-Entwicklungsboard von Motorola.
Es erschien im Jahre 1976 und hatte die folgende Ausstattung:
- CPU Motorola 6800
- RAM 3×128 Byte 6810, von denen man nur 256 Byte benutzen konnte
- 1 KByte ROM 6830
- 6 * 7-Segment-Anzeige
- Hexadezimal Tastatur 0–9 und A–F

Es wurde entwickelt, um sich mit dem Mikroprozessor 6800 vertraut zu machen. Mit dem Monitorprogramm „JBUG“ konnte man Maschinencode in den RAM-Bereich schreiben und den Code ausführen. So war man in der Lage, ohne das Brennen von EPROMs, welches zu dieser Zeit noch sehr aufwändig war, Maschinenprogramme zu schreiben und auszuprobieren.
Diese Art von Systemen gab es bis in die 1980er Jahre hinein. Sie wurden für viele Prozessoren gebaut.
Bis zum Erscheinen der Heimcomputer war es die Möglichkeit, für wenig Geld einen Einstieg in die Mikroprozessortechnik zu bekommen.

## Ähnliche Systeme
Einige Beispiele für solche Systeme mit anderen Prozessoren sind:
| KIM-1  | MOS 1976      |
| AIM-65 | Rockwell 1975 |
| SDK-85 | Intel 1977    |
| CT65   | Thaler 1983   |